# 狐鰮
狐鰮（学名：Albula glossodonta），又名圓頜北梭魚、北梭魚、竹篙頭，为狐鰮科北梭魚屬下的一个种，于1775年描述及命名。该物种主要分布于太平洋，体长可达70公分。